# 빌리 어코스티
빌리 어코스티(Bily Acoustie, 본명: 홍준섭, 1983년 12월 21일 ~ )은 대한민국의 싱어송라이터이다.